# Kinda Pregnant
Kinda Pregnant è un film del 2025 diretto da Tyler Spindel.

## Trama
Gelosa della gravidanza della sua migliore amica, Lainy decide di indossare una pancia finta incontrando per caso l'uomo dei suoi sogni.

## Distribuzione
Kinda Pregnant è stato distribuito sulla piattaforma Netflix a partire dal 5 febbraio 2025.